# Malmö stav
Malmö stav eller Malmös stav är en regional organisation (stav) inom Jesu Kristi Kyrka av Sista Dagars Heliga, som omfattar församlingar i Blekinge, Hallands, Kronobergs och Skåne län.
Malmö stav betjänas av Templet i Köpenhamn, till skillnad från övriga stavar och distrikt i Sverige som betjänas av Templet i Stockholm.

## Lista över församlingar och grenar
Listan är hämtad från samfundets egen webbsida.
- Halmstads församling
- Helsingborgs församling
- Karlskronas gren
- Kristianstad församling
- Lund församling
- Malmö församling
- Växjö gren